# The Outsider (Fernsehserie)
The Outsider ist der Titel einer US-amerikanischen Fernsehserie aus dem Jahr 2020, das für HBO (Home Box Office) produziert wurde.

## Handlung
In Cherokee City, Georgia, wird die verstümmelte Leiche des elfjährigen Frank Peterson gefunden. Er ist mit Speichel- und menschlichen Bissspuren überseht. Detektiv Ralph Anderson identifiziert schnell zwingende Beweise, die auf den Trainer von Little League Terry Maitland hinweisen, einschließlich Aussagen mehrerer Zeugen und Überwachungskameras. Ralph, dessen eigener verstorbener Sohn von Terry trainiert wurde, ist wütend und hat ihn öffentlich in einem Little League -Spiel verhaftet. Terry besteht auf seiner Unschuld, und seine Frau, Glory, ruft ihren Familienanwalt Howard Salomon umgehend an. Alec Pelley, ein von Salomon engagierter Privatdetektiv, liefert Beweise dafür, dass Terry zum Zeitpunkt des Mordes auf einer Konferenz außerhalb der Stadt war. Sowohl Verteidigung als auch Anklage haben äußerst entscheidende, aber widersprüchliche Beweise. Salomon ist sich sicher, dass Terry unschuldig ist, er bleibt aber im Gefängnis und wartet auf seine Anklage. Im Verlauf der Handlung zweifelt Anderson immer mehr an der Schuld des beliebten Trainers und Englischlehrers. Er kann sich aber nicht erklären, wie Maitland an zwei Orten gleichzeitig sein konnte. Howard beauftragt schließlich Holly Gibney, die er von einem früheren Fall kennt, mit weiteren Recherchen. Holly, eine hochbegabte aber im Umgang mit Menschen eher unbeholfene junge Frau, stößt durch ihre Fähigkeit Dinge zu bemerken, die anderen entgehen, auf Unglaubliches.

## Hintergrund
Die Serie ist eine Adaption des Horror-Romans Der Outsider (im amerikanischen Original: The Outsider) des US-amerikanischen Schriftstellers Stephen King aus dem Jahre 2018. Die Figur Holly Gibney trat schon in den Romanen Mr. Mercedes (2014), Finderlohn (2015) und Mind Control (2016) auf. Diese Trilogie wurde zwischen 2017 und 2019 in drei Staffeln unter dem Namen Mr. Mercedes realisiert. Holly Gibney wurde hier von Justine Lupe porträtiert. Der 2020 in der gleichnamigen Novellensammlung veröffentlichte Roman Blutige Nachrichten, der als Fortsetzung von Der Outsider gelten kann, wurde noch nicht für das Fernsehen umgesetzt.

## Besetzung und Synchronisation
Die deutschsprachige Fassung wurde von Interopa Film GmbH in Berlin, die Dialogbücher von Nadine Geist und Stefan Sasse und die Dialogregie ebenfalls von Nadine Geist erstellt. Es gab 45 Sprechrollen.
| Name             | Schauspieler       | Synchronstimme    | Rolle / Funktion                                                                                        |
| ---------------- | ------------------ | ----------------- | --- |
| Terry Maitland   | Jason Bateman      | Tobias Kluckert   | Beliebter Englischlehrer und Baseballtrainer, wird des Mordes an einem Jungen beschuldigt.              |
| Ralph Anderson   | Ben Mendelsohn     | Torsten Michaelis | Polizist und leitender Ermittler im Mordfall, der Terry verhaftet.                                      |
| Jeannie Anderson | Mare Winningham    | Silke Matthias    | Ehefrau von Ralph, unterstützt ihn und wird später selbst in die Ermittlungen verwickelt.               |
| Howard Salomon   | Bill Camp          | Axel Lutter       | Terrys Anwalt, überzeugt von seiner Unschuld.                                                           |
| Holly Gibney     | Cynthia Erivo      | Runa Aléon        | Privatdetektivin aus der Mr. Mercedes Reihe, hilft bei der übernatürlichen Komponente der Ermittlungen. |
| Alec Pelley      | Jeremy Bobb        | Lutz Schnell      | Ehemaliger Polizist der für Howard Salomon arbeitet.                                                    |
| Glory Maitland   | Julianne Nicholson | Dina Kürten       | Terrys Ehefrau, leidet schwer unter der öffentlichen Demütigung und der Anklage.                        |
| Claude Bolton    | Paddy Considine    | Oliver Siebeck    | Ex-Sträfling und Nachtklub-Mitarbeiter, spielt eine zentrale Rolle in der späteren Handlung.            |
| Yunis Sablo      | Yul Vazquez        | Matthias Klie     | Staats-Trooper, offen für unkonventionelle Erklärungen, arbeitet mit Ralph zusammen.                    |
| Jack Hoskins     | Marc Menchaca      | Frank Schaff      | Polizist, der sich in die Ermittlungen einschleicht, jedoch vom Outsider gesteuert wird.                |
| Andy Katcavage   | Derek Cecil        | Dirk Bublies      | Ehemaliger Polizist, der Holly hilft und Gefühle für sie entwickelt.                                    |

## Produktion und Veröffentlichung
Im Juni 2018 wurde angekündigt, dass Richard Price damit beauftragt wurde, eine Adaption des Stephen King Romans Der Outsider zu entwickeln.
In Deutschland wurde die Serie am 20. März 2020 von Sky Deutschland veröffentlicht.

## Episodenliste
| Nr. | Deutscher Titel                    | Originaltitel                     | Erstausstrahlung | Regie                | Drehbuch             |
| --- | ---------------------------------- | --------------------------------- | ---------------- | -------------------- | -------------------- |
| 1   | Leichte Beute                      | Fish in a Barrel                  | 12. Jan. 2020    | Jason Bateman        | Richard Price        |
| 2   | Roanoke                            | Roanoke                           | 12. Jan. 2020    | Jason Bateman        | Richard Price        |
| 3   | Albtraum                           | Dark Uncle                        | 19. Jan. 2020    | Andrew Bernstein     | Richard Price        |
| 4   | Que Viene el Coco                  | Que Viene el Coco                 | 26. Jan. 2020    | Andrew Bernstein     | Richard Price        |
| 5   | Tränentrinker                      | Tear-Drinker                      | 2. Feb. 2020     | Igor Martinović      | Richard Price        |
| 6   | Der Witz mit dem jiddischen Vampir | The One About the Yiddish Vampire | 9. Feb. 2020     | Karyn Kusama         | Jessie Nickson-Lopez |
| 7   | Verlorenheit                       | In the Pines, In the Pines        | 16. Feb. 2020    | Daina Reid           | Dennis Lehane        |
| 8   | Der Mann mit dem Fuchsgesicht      | Foxhead                           | 23. Feb. 2020    | J. D. Dillard        | Richard Price        |
| 9   | Tiger und Bär                      | Tigers and Bears                  | 1. März 2020     | Charlotte Brändström | Dennis Lehane        |
| 10  | Muss/Darf nicht                    | Must/Can’t                        | 8. März 2020     | Andrew Bernstein     | Richard Price        |